# Enzo Rossi
Enzo Rossi (Perugia, 1915 – Roma, 1998) è stato un pittore italiano.
È stato anche scenografo e autore di scritti sull'arte sacra.

## Biografia
Nel 1926, Rossi si è iscritto al corso di decorazione presso l’Istituto d’Arte di Perugia, dove è iniziato un legame fraterno con lo scultore Leoncillo Leonardi, e quindi l’Accademia di Belle Arti, dove ha anche insegnato a più riprese (tra l’altro Scenografia dal 1959 al ’71). Nel 1940 ha sposato la pittrice Tina Fiori, arrivata a Perugia da Genova per seguire le lezioni, all’Accademia, del pittore futurista Gerardo Dottori. Hanno avuto due figli. Durante la Seconda Guerra Mondiale hanno partecipato alla “Resistenza umbra”. Nel ’46 l’artista si è trasferito in un’ampia abitazione–studio, situata negli ambienti dell’ospedale quattrocentesco di via Oberdan 50, che divenne un luogo di incontro e confronto tra artisti ed intellettuali sia perugini che di passaggio.
Sollecitato da Leoncillo, dal 1948 ha vissuto a Roma dove, fino al 1954, a Villa Massimo, già sede dell’Accademia tedesca, requisita dopo la guerra e in seguito restituita alla Germania. Nel 1966 Rossi ha creato l'Istituto statale per la decorazione e l’arredo della Chiesa, in via del Frantoio nel quartiere del Tiburtino Terzo, dove si sono formati professionisti ed artisti di prestigio come (ad esempio) lo scultore Nunzio e hanno insegnato, tra gli altri Giuseppe Uncini e Carlo Lorenzetti. Scuola oggi dedicata al suo fondatore.
Nello stesso anno 1966, ha perduto il figlio Paolo Rossi, vittima delle aggressioni fasciste nell'Università degli Studi di Roma "La Sapienza".
Nel 1994 una grave maculopatia gli ha impedito di dipingere ma non di seguitare a scrivere sull'arte.

### Formazione
Due sono stati i momenti centrali per la formazione artistica del pittore. Il primo, in ordine cronologico, è legato ad una esperienza di lavoro come disegnatore al microscopio per l’Istituto di Anatomia e Istologia Patologiche della Facoltà di Medicina dell’Università di Perugia. Rossi doveva eseguire tavole a colori di frammenti di tessuti malati, destinate alla documentazione scientifica e all’attività didattica. L’artista ha sempre considerato quell’esperienza un processo iniziatico che lo ha portato ad indagare la struttura di ogni elemento inserito in un contesto. L’altro episodio fondante attiene ad una sfera più squisitamente pittorica: la rivelazione, attraverso le pagine di un piccolo libro di Gino Severini, uscito nel 1936, Ragionamenti sulle arti figurative, delle grandi questioni su cui era impegnata la coeva cultura figurativa francese. )  Rossi volle conoscere Severini appena tornato da Parigi, e dall’incontro nacque una sincera amicizia e un periodo di proficui scambi intellettuali. L’artista moderno, in un modo tutto suo ma equivalente a quello dello scienziato, guarda e conosce il mondo direttamente nel suo insieme e scopre una bellezza che è connaturata ad ogni elemento nella sua relazione con la vita che lo circonda.

### Attività artistica
L'artista ha lavorato moltissimo per tutta la vita; opere dell’artista sono conservate in collezioni private, in edifici civili e religiosi (soprattutto affreschi, mosaici e sculture) e presso gli eredi. Risale al 1948 la prima mostra personale a Perugia presso la “Galleria Nuova”, lo stesso anno in cui, su pressione degli amici Franco Rodano e Leoncillo, decise di trasferirsi a Roma. Trovò ospitalità a Villa Massimo, già Accademia Tedesca, requisita dopo la guerra e assegnata, per i suoi vasti studi-abitazioni, ad una serie di artisti residenti a Roma, da Guttuso a Mazzacurati a Greco allo stesso Leoncillo presso cui Rossi visse nei primi due anni. Luogo privilegiato di incontro per la vita culturale romana del dopoguerra, Villa Massimo era frequentata da Lionello Venturi, Giulio Carlo Argan, Palma Bucarelli, Corrado Maltese, Venturoli, Nello Ponente, Trombadori, Enrico Crispolti il giovanissimo Bruno Toscano, parente di Leoncillo e tanti altri ancora. Protagonisti tutti di appassionati scontri culturali a favore o contro il realismo, l’astrattismo, il nascente informale, e in genere i linguaggi dell’avanguardia. Nel ‘50 Rossi ottenne un proprio studio-abitazione e fece venire da Perugia la moglie pittrice, Tina Fiori con i figli, e a ruota altri artisti umbri, da quello che era allora un suo allievo, Enzo Brunori a Romeo Mancini, a Ugo Rambaldi, alla sorella Vittoria Lippi.
Furono anni di vitale elaborazione teorica per Rossi, che sosteneva con convinzione le ragioni dell’esperienza cézanniana e del cubismo incardinate nell’osservazione dello spazio come corpo vivente del mondo. Anche in quel numero esiguo di opere che nella essenzialità formale sfiorano l’astrattismo, come la serie dei tre dipinti dedicati alla Sedia Cappotto e Cappello del 1949 (‘natura morta’ studiata nel corso di sedute congiunte con Enzo Brunori e Leoncillo Leonardi), Rossi non ha mai abbandonato la percezione dello spazio come realtà globale. Negli anni Cinquanta alternò prove decisamente aniconiche (Alberi di villa Massimo 1952) ad altre in cui gli oggetti riaffiorano prepotentemente tra le rigide scansioni postcubiste (Vasetto con fiori, 1954). Nel 1956 la Galleria Schettini di Milano ospitò una personale dell’artista, con trentatré opere che coprivano la sua produzione dal 1943 al 1954.
A partire dall'Anno Santo del 1950, Rossi aveva, nel frattempo, stretto legami con alcuni architetti che lavoravano per la Chiesa e che da quel momento gli affidarono incarichi di notevole portata: vanno ricordati, tra il 1951 e il 1955, per il santuario del Getsemani a Casale Corte Cerro presso Novara, le grandi pareti vetrate (Annunciazione e Ascensione), il soffitto della cripta in mosaico (Angeli piangenti che vegliano il Cristo), gli affreschi con Teorie di Santi (distrutti dal gelo) lungo la facciata. Nel 1956 il vasto graffito murale con la Via Crucis che occupa l’intera parete interna, a nord, della chiesa dei Piani di Celle Ligure (Savona). Tra il ’56 e il ’58 lavorò in un secondo santuario dedicato al Getsemani, nelle vicinanze di Paestum. Vi realizzò, nella cripta, un altorilievo in ceramica raffigurante la Madonna del Melograno, San Matteo e San Gregorio VII, e soprattutto la possente cupola ogivale in vetro e cemento che copre l’intero edificio, con scene dell'Assunta, Santi Martiri, Santi Vescovi, ecc. Quindi, nel 1962, la vetrata per la facciata della chiesa di San Giuseppe Artigiano a Foligno (Perugia) e quella per la chiesa del Santissimo Sacramento a Roma.
Parallelamente agli impegni di lavoro per la Chiesa, Rossi ha portato avanti la propria ricerca anche in studio, con paesaggi dalla finestra e con disegni d’interno che, nel 1963, arrivarono a coinvolgerlo in un esercizio quotidiano destinato a verificare la totale partecipazione degli oggetti alla struttura dello spazio circostante. A questo periodo risale una serie di tavole ad inchiostro che ritraggono l’interno dello studio da diversi punti di vista. Negli ultimi anni i suoi quadri (La nascita, 1986; La madre, 1988-89; La Terra, 1993) hanno acquistato una estensione narrativo-simbolica attraverso cui l’artista ha lasciato testimonianza della fede e della speranza nella grandezza della Natura e nel Progresso umano. Temi su cui si è interrogato a lungo.

## Scenografie e costumi per opere in musica
Sansone di Hendel, Sagra Musicale Umbra, Perugia,1948; Folies Bergéres, di Parodi per il San Carlo di Napoli, 1949; Il Prigioniero di Dalla Piccola per il Teatro Comunale di Firenze, 1950; El Amor Brujo di De Falla per il Teatro dell’ Opera di Roma, 1950; il balletto Laudes Evanegelii, con coreografie di Léonide Massine e musiche di Valentino Bucchi, chiesa di San Domenico a Perugia, 1952; Edipus Rex di Stravinsky al Teatro Comunale di Firenze, 1955; Norma di Bellini per il Teatro Comunale di Firenze, 1955; Cenerentola di Rossini per la RAI, Milano, 1955; Maestri Cantori di Wagner al Teatro Massimo di Palermo, 1956; Giovanna d’Arco di Ciaikovskij per la Sagra Musicale Umbra, 1956, ed altro ancora.

## Pubblicazioni
- Azione morale dell’arte Moderna e Per una critica che risalga alle origini della attuale contraddizione dei vari modi dell’Arte, in “Quaderni di San Giorgio” 2, Fondazione Cini, Venezia 1955, pp. 187–196.
- Problemi dell’arte sacra contemporanea, in Arte e Cultura contemporanee, a cura di Piero Nardi, Sansoni, Firenze, 1962, pp. 347–379
- La Prospettiva nella pittura moderna, in “Il Veltro” n.5, 1964;
- Lo spazio nella pittura moderna, in “Studium”,11, 1964, pp. 495–506.
- Chiesa e arte nella città contemporanea, in “Studium” 12, 1965.
- Ricordo di Leoncillo Leonardi, in “Tabor”, 12, 1968;
- Fisica e pittura di fronte al problema dello spazio. Una storia parallela? Riflessioni di un pittore, in Quaderni della rivista Trimestrale, 39-41, 1974, pp. 140–160;
- L’Arte sacra oggi. Bellezza e verità (libro), Studium editore, Roma 1980;
- Lo spazio nella pittura contemporanea, in “Studium”, 6, 94, 1998, pp. 925–963.